# Uperoleia tyleri
Az Uperoleia tyleri a kétéltűek (Amphibia) osztályának békák (Anura) rendjébe, a Myobatrachidae családba, azon belül az Uperoleia nembe tartozó faj.

## Előfordulása
Ausztrália endemikus faja. Új-Dél-Wales állam partvidéke mentén, Új-Dél-Wales közép-keleti részétől a Victoria állambeli East Gippsland partvidékéig honos. Elterjedési területének mérete nagyjából 100 000 km².

## Nevének eredete
A faj nevét Michael J. Tyler ausztrál herpetológus tiszteletére kapta.

## Megjelenése

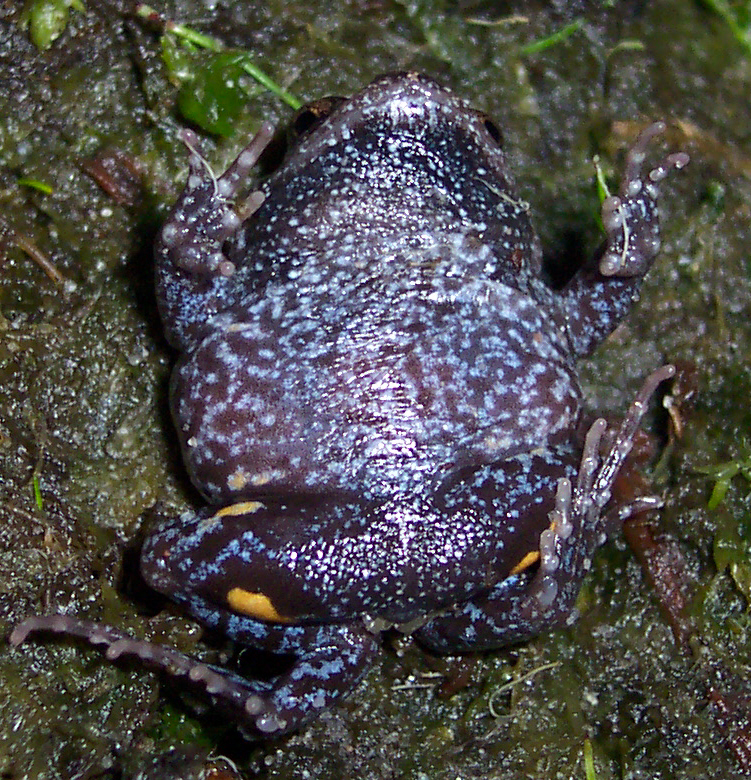
Hasi oldala

Kis termetű békafaj, testhossza elérheti a 3,5 cm-t. Háta sötétbarna vagy szürke, sötétebb barna foltokkal. A fején gyakran háromszög alakú folt található. A hasa sötétbarna és apró kékes-szürke foltokkal borított. A hímek torka csaknem fekete. Pupillája rombusz alakú, a szivárványhártya arany- vagy aranybarna színű. A karok felső része a vállaknál halványsárga vagy krémszínű, az ágyék és a combok hátsó része pedig élénksárga. Ujjai között nincs úszóhártya, ujjai végén apró korongok vannak. A parotoid mirigyek gyakran két barna vagy homokszínű foltnak tűnnek.

## Életmódja
Tavasztól nyárig szaporodik. A petéket egyenként, a vízfelszín alatti növényzethez rögzítve rakja le állandó vagy ideiglenes tavakban és Melaleuca-mocsarakban. Az ebihalak akár 4 cm hosszúak is lehetnek, sötétbarna színűek. Gyakran a víztestek alján maradnak, és körülbelül három-öt hónapig tart, amíg békává fejlődnek.

## Természetvédelmi helyzete
A vörös lista alapján a fajra vonatkozóan nincsenek adatok (adathiányos), populációiról sem állnak rendelkezésre adatok.